# الاتحاد البحريني للفتيات المرشدات
الاتحاد البحريني للفتيات المرشدات هي المنظمة التوجيهية الوطنية لمملكة البحرين. تأسست في عام 1970 وأصبح الاتحاد عضوا في الرابطة العالمية للمرشدات وفتيات الكشافة في عام 1981. الاتحاد يضم 1556 عضوة حتى عام 2003.
يتضمن شعار الاتحاد علم البحرين.

## البرنامج
ينقسم الاتحاد إلى الأقسام التالية:
- الزهرات: تنقسم مرحلة الزهرات من 7 سنوات إلى 11 سنة إلى المراتب الآتية:
  - زهرة مبتدئة مسبوقة بفترة إعداد مدتها 3 شهور من 7 سنوات إلى 9 سنوات.
  - زهرة رتبة ثانية من 9 سنوات إلى 10 سنوات.
  - زهرة رتبة أولى من 10 سنوات إلى 11 سنة.
- المرشدات: تنقسم مرحلة المرشدات من 11 سنة إلى 15 سنة إلى المراتب الآتية:
  - مرشدة مبتدئة مسبوقة بفترة إعداد مدتها 3 شهور من 12 سنة إلى 13 سنة.
  - مرشدة رتبة ثانية من 13 سنة إلى 14 سنة.
  - مرشدة رتبة أولى من 14 سنة إلى 15 سنة.
- المرشدة المتقدمة: تنقسم مرحلة المرشدة المتقدمة من 15 سنة إلى 18 سنة إلى المراتب الآتية:
  - مرشدة متقدمة مبتدئة مسبوقة بفترة إعداد مدتها 3 شهور من 15 سنة إلى 16 سنة.
  - مرشدة متقدمة رتبة ثانية من 16 سنة إلى 17 سنة.
  - مرشدة متقدمة رتبة أولى من 17 سنة إلى 18 سنة.